# Collegio plurinominale Marche - 01 (Camera dei deputati 2020)
Il collegio elettorale plurinominale Marche - 01 è un collegio elettorale plurinominale della Repubblica italiana per l'elezione della Camera dei deputati.

## Territorio
Come previsto dalla legge n. 51 del 27 maggio 2019, il collegio è stato definito tramite decreto legislativo all'interno della Circoscrizione Marche.
Il collegio comprende l'intera circoscrizione cioè tutti e quattro i collegi uninominali Marche - 01 (Ascoli Piceno), Marche - 02 (Macerata), Marche - 03 (Ancona), Marche - 04 (Pesaro).

## XIX legislatura

### Risultati elettorali
|                               | Fratelli d'Italia                                       | 222 116   | 29,14 | 2 | 340 128 | 44,63 | 4 |  |  |
|                               | Lega per Salvini Premier                                | 60 379    | 7,92  | 1 | 340 128 | 44,63 | 4 |  |  |
|                               | Forza Italia                                            | 51 713    | 6,79  | – | 340 128 | 44,63 | 4 |  |  |
|                               | Noi Moderati                                            | 5 920     | 0,78  | – | 340 128 | 44,63 | 4 |  |  |
|                               | Partito Democratico - Italia Democratica e Progressista | 155 263   | 20,37 | 2 | 203 383 | 26,69 | – |  |  |
|                               | Alleanza Verdi e Sinistra                               | 25 348    | 3,33  | – | 203 383 | 26,69 | – |  |  |
|                               | +Europa                                                 | 19 110    | 2,51  | – | 203 383 | 26,69 | – |  |  |
|                               | Impegno Civico – Centro Democratico                     | 3 662     | 0,48  | – | 203 383 | 26,69 | – |  |  |
|                               | Movimento 5 Stelle                                      | 103 594   | 13,59 | 1 | 103 594 | 13,59 | – |  |  |
|                               | Azione - Italia Viva                                    | 56 429    | 7,40  | – | 56 429  | 7,40  | – |  |  |
|                               | Italexit                                                | 20 066    | 2,63  | – | 20 066  | 2,63  | – |  |  |
|                               | Italia Sovrana e Popolare                               | 10 743    | 1,41  | – | 10 743  | 1,41  | – |  |  |
|                               | Unione Popolare                                         | 10 418    | 1,37  | – | 10 418  | 1,37  | – |  |  |
|                               | Partito Comunista Italiano                              | 8 224     | 1,08  | – | 8 224   | 1,08  | – |  |  |
|                               | Vita                                                    | 6 488     | 0,85  | – | 6 488   | 0,85  | – |  |  |
|                               | Alternativa per l'Italia (PdF - Exit)                   | 2 688     | 0,35  | – | 2 688   | 0,35  | – |  |  |
| Totale                        | Totale                                                  | 762 161   | 100   | 6 | 762 161 | 100   | 4 |  |  |
|                               |                                                         |           |       |   |         |       |   |  |  |
| Voti non validi               | Voti non validi                                         | 34 893    | 4,38  |   |         |       |   |  |  |
| Votanti                       | Votanti                                                 | 797 054   | 68,39 |   |         |       |   |  |  |
| Elettori                      | Elettori                                                | 1 165 397 |       |   |         |       |   |  |  |
|                               |                                                         |           |       |   |         |       |   |  |  |
| Data: 25 settembre 2022       |                                                         |           |       |   |         |       |   |  |  |
| Fonte: Ministero dell'interno |                                                         |           |       |   |         |       |   |  |  |

### Eletti

#### Eletti nei collegi uninominali
Eletti nella coalizione di coalizione di centro-destra (FdI - LSP - FI - NM)
| Collegio uninominale | Eletto | Eletto                    | Partito           |
| -------------------- | ------ | ------------------------- | ----------------- |
| 1. Ascoli Piceno     |        | Francesco Battistoni      | Forza Italia      |
| 2. Macerata          |        | Giorgia Latini            | Lega              |
| 3. Ancona            |        | Stefano Benvenuti Gostoli | Fratelli d'Italia |
| 4. Pesaro            |        | Mirco Carloni             | Lega              |

#### Eletti nella quota proporzionale
| Fratelli d'Italia             | Partito Democratico-IDP   | Movimento 5 Stelle | Lega                       |
| ----------------------------- | ------------------------- | ------------------ | -------------------------- |
|                               |                           |                    |                            |
| Lucia Albano Antonio Baldelli | Augusto Curti Irene Manzi | Giorgio Fede       | Riccardo Augusto Marchetti |